# SFK 2000 Sarajevo
O SFK 2000 Sarajevo é um clube de futebol feminino com sede em Sarajevo, Bósnia e Herzegovina. O clube foi fundado em junho de 2000; o nome foi escolhido a partir de um clube de futebol masculino de divisões inferiores, que hoje em dia está extinto.
Após sua fundação, o clube rapidamente conquistou o campeonato nacional e, posteriormente, dominou o futebol feminino no país, conquistando 18 títulos da Premijer Ženska Liga consecutivos até o momento. O clube participa da Liga dos Campeões de Futebol Feminino da UEFA desde de 2003 e já chegou à fase final três vezes. Na Liga dos Campeões de Futebol Feminino da UEFA de 2009-2010, quando a competição foi reorganizada, a equipe começou nas oitavas de final, mas perdeu para o russo Zvezda 2005 Perm por 8-0 no agregado. Nos dois anos seguintes, a equipe teve que passar pela fase de qualificação, falhando em ambas as vezes, mas na Liga dos Campeões de Futebol Feminino da UEFA de 2012–13, conseguiu se classificar depois de receber a fase de qualificação em Sarajevo e derrotar dois clubes que disputaram os 32 avos da temporada anterior da liga dos campeões femininos.
O clube avançou para as oitavas de final mais uma vez, desta vez na Liga dos Campeões de Futebol Feminino da UEFA de 2018-19, mas foi eliminado pelo Chelsea FC por 11–0 no agregado. 
Em 4 de julho de 2015, o SFK 2000 assinou um acordo de cooperação de longo prazo com o clube de futebol masculino FK Sarajevo, pelo qual o SFK 2000 assumiu as cores bordô e branco e logotipo do clube. Os membros do conselho do FK Sarajevo ingressaram no conselho do SFK 2000, pelo que os dois clubes passaram a funcionar como um só.

## Títulos
- Premijer Ženska Liga (22): 2002–03 a 2023–24 (Recorde)[4]
- Copa Bósnia de Futebol Feminino (16) : (2001–02 ou 2002–03), 2003–04, 2005–06 a 2018–19, 2020–21 (recorde)
- Supercopa Bósnia de Futebol Feminino (3): 1998, 2000, 2001 (recorde)

## Estatísticas em competições europeias
| Temporada | Competição        | Fase              | Resultado    | Oponente               |
| --------- | ----------------- | ----------------- | ------------ | ---------------------- |
| 2003–04   | Liga dos Campeões | Qualificatória    | 0–3          | ZNK Osijek             |
| 2003–04   | Liga dos Campeões | Qualificatória    | 2–1          | Cardiff City           |
| 2003–04   | Liga dos Campeões | Qualificatória    | 2–3          | Temir Zholy            |
| 2004–05   | Liga dos Campeões | Qualificatória    | 0–4          | Zuchwil                |
| 2004–05   | Liga dos Campeões | Qualificatória    | 0–2          | Aegina                 |
| 2004–05   | Liga dos Campeões | Qualificatória    | 5–0          | PAOK Ledra             |
| 2005–06   | Liga dos Campeões | Qualificatória    | 0–3          | Lada Togliatti         |
| 2005–06   | Liga dos Campeões | Qualificatória    | 1–0          | Krka Novo Mesto        |
| 2005–06   | Liga dos Campeões | Qualificatória    | 1–0          | PVFA Bratislava        |
| 2006–07   | Liga dos Campeões | Qualificatória    | 0–1          | Fiammamonza            |
| 2006–07   | Liga dos Campeões | Qualificatória    | 1–1          | Gintra Universitetas   |
| 2006–07   | Liga dos Campeões | Qualificatória    | 1–0          | Universitet Vitebsk    |
| 2007–08   | Liga dos Campeões | Qualificatória    | 2–1          | Skiponjat              |
| 2007–08   | Liga dos Campeões | Qualificatória    | 2–0          | Slovan Duslo Sala      |
| 2007–08   | Liga dos Campeões | Qualificatória    | 0–7          | Olympique Lyonnais     |
| 2008–09   | Liga dos Campeões | Qualificatória    | 0–0          | Galway                 |
| 2008–09   | Liga dos Campeões | Qualificatória    | 2–3          | Zürich                 |
| 2008–09   | Liga dos Campeões | Qualificatória    | 1–2          | Universitet Vitebsk    |
| 2009–10   | Champions League  | 32-avos           | 0–3 H, 0–5 A | Zvezda Perm            |
| 2010–11   | Liga dos Campeões | Qualificatória    | 1–6          | Apollon Limassol       |
| 2010–11   | Liga dos Campeões | Qualificatória    | 1–3          | ASA Tel Aviv           |
| 2010–11   | Liga dos Campeões | Qualificatória    | 0–1          | Umeå                   |
| 2011–12   | Liga dos Campeões | Qualificatória    | 1–3          | Olimpia Cluj           |
| 2011–12   | Liga dos Campeões | Qualificatória    | 4–1          | Ataşehir               |
| 2011–12   | Liga dos Campeões | Qualificatória    | 2–1          | Gintra Universitetas   |
| 2012–13   | Liga dos Campeões | Qualificatória    | 4–0          | Peamount United        |
| 2012–13   | Liga dos Campeões | Qualificatória    | 1–0          | Cardiff                |
| 2012–13   | Liga dos Campeões | Qualificatória    | 1–1          | ASA Tel Aviv           |
| 2012–13   | Liga dos Campeões | 32-avos           | 0–3 H, 3–0 A | Sparta Praha           |
| 2013–14   | Liga dos Campeões | Qualificatória    | 3–0          | Cardiff                |
| 2013–14   | Liga dos Campeões | Qualificatória    | 1–2          | Konak                  |
| 2013–14   | Liga dos Campeões | Qualificatória    | 2–3          | Sofia                  |
| 2014–15   | Liga dos Campeões | Qualificatória    | 0–3          | Medyk Konin            |
| 2014–15   | Liga dos Campeões | Qualificatória    | 7–0          | ŽFK Kochani            |
| 2014–15   | Liga dos Campeões | Qualificatória    | 1–0          | Åland United           |
| 2015–16   | Liga dos Campeões | Qualificatória    | 5–0          | Vllaznia Shkodër       |
| 2015–16   | Liga dos Campeões | Qualificatória    | 0–3          | FC Minsk               |
| 2015–16   | Liga dos Campeões | Qualificatória    | 3–1          | Konak                  |
| 2016–17   | Liga dos Campeões | Qualificatória    | 1–0          | Ramat HaSharon         |
| 2016–17   | Liga dos Campeões | Qualificatória    | 3–0          | Rīgas FS               |
| 2016–17   | Liga dos Campeões | Qualificatória    | 2–2          | Zhytlobud Kharkiv      |
| 2016–17   | Liga dos Campeões | 32-avos           | 0–0 H, 2–1 A | Rossiyanka             |
| 2017–18   | Liga dos Campeões | Qualificatória    | 0–1          | Vllaznia               |
| 2017–18   | Liga dos Campeões | Qualificatória    | 3–0          | Bettembourg            |
| 2017–18   | Liga dos Campeões | Qualificatória    | 0–3          | PAOK                   |
| 2018–19   | Liga dos Campeões | Qualificatória    | 5–0          | Vllaznia               |
| 2018–19   | Liga dos Campeões | Qualificatória    | 5–0          | Agarista-ȘS Anenii Noi |
| 2018–19   | Liga dos Campeões | Qualificatória    | 2–1          | Pärnu                  |
| 2018–19   | Liga dos Campeões | 32-avos           | 0–5 H, 6–0 A | Chelsea                |
| 2019–20   | Liga dos Campeões | Qualificatória    | 5–0          | Dragon 2014            |
| 2019–20   | Liga dos Campeões | Qualificatória    | 1–0          | ASA Tel Aviv           |
| 2019–20   | Liga dos Campeões | Qualificatória    | 1–3          | Breiðablik             |
| 2020–21   | Liga dos Campeões | 1ª qualificatória | 4–0          | Ramat HaSharon         |
| 2020–21   | Liga dos Campeões | 2ª qualificatória | 0–2          | Zhytlobud-2 Kharkiv    |
| 2021–22   | Liga dos Campeões | 1ª qualificatória | 0–1          | Racing Luxembourg      |
| 2021–22   | Liga dos Campeões | 1ª qualificatória | 1–1 (p. 4–2) | Kiryat Gat             |